# Chiesa di San Giuliano Martire (San Giuliano Milanese)
La chiesa di San Giuliano Martire è una chiesa parrocchiale sita nella città di San Giuliano Milanese, nell'arcidiocesi di Milano.

## Storia
La chiesa di San Giuliano, di antica origine, venne consacrata una prima volta nel 1475.
Nel 1749 fu riconsacrata dal cardinale Pozzobonelli, che la descrisse dettagliatamente in una relazione: da tale documento si apprende che la facciata era stata eretta su progetto di un certo ingegner Ruggero, e che l'interno era a tre navate.
Nel 1933 la chiesa venne quasi completamente ricostruita, mantenendo della costruzione precedente solo la facciata e le due cappelle ad essa adiacenti; un nuovo intervento, effettuato dal 1962 al 1964 su progetto dell'architetto Giuseppe Mariotti, comportò la demolizione delle strutture del 1933 per fare spazio a una nuova aula in forme moderne.

## Caratteristiche
La chiesa ha una facciata settecentesca, in stile barocco riccamente decorato, affiancata da un campanile. Dell'antica costruzione si conserva anche la prima campata interna, affiancata da due cappelle laterali dedicate alla Vergine e a San Giuseppe; tale campata è stata trasformata in atrio d'ingresso alla nuova chiesa, dalla quale è separata da una parete vetrata.
La nuova aula ecclesiale è posta in diagonale rispetto alla facciata ed ha forme moderne: lo spazio è dominato dalle travi diagonali in cemento armato che sostengono il tetto, mentre il presbiterio è illuminato da una grande vetrata laterale policroma.
Sulle pareti sono poste le stazioni della Via Crucis, in rame, opera di Walter Miccioli; la decorazione dell'abside, con un grande crocifisso in bronzo su un rilievo in cemento, è opera di Giancarlo Marchese.

### Fonti
- Rotary club Milano-Melegnano (a cura di), L'arte nel territorio di Melegnano, introduzione di Carlo Perogalli, Milano, Nuove edizioni, 1977, ISBN non esistente, SBN SBL0161506.
- Cecilia De Carli (a cura di), Le nuove chiese della Diocesi di Milano, 1945-1993, Milano, Vita e Pensiero, 1994, ISBN 88-343-3666-6.

### Ulteriori approfondimenti
- Luigi Brazzelli, San Giuliano ieri e oggi, Milano, Scuola grafica salesiana, 1965, ISBN non esistente, SBN SBL0417593.
- Liliana Grassi, Province del barocco e del rococò, Milano, Ceschina, 1966, ISBN non esistente, SBN SBL0444377.
- Maria Luisa Gatti Perer, Studi e ricerche nel territorio della provincia di Milano, Milano, La rete, 1967, ISBN non esistente, SBN SBL0070532.